# Чемпионат России по самбо 2017
Чемпионат России по самбо 2017 года проходил в Екатеринбурге с 4 по 6 марта.

## Медалисты

### Мужчины
| Весовая категория | Золото                                  | Серебро                                | Бронза                                                                     |
| ----------------- | --------------------------------------- | -------------------------------------- | -------------------------------------------------------------------------- |
| до 52 кг          | Валерий Сороноков Свердловская область  | Алексей Клюкин Свердловская область    | Айнур Муллагалиев Свердловская область Эдуард Мурадян Краснодарский край   |
| до 57 кг          | Саян Хертек Москва                      | Владимир Гладких Свердловская область  | Аймерген Аткунов Свердловская область Александр Фёдоров Чувашия            |
| до 62 кг          | Аслан Мудранов Краснодарский край       | Владимир Березовский Самарская область | Руслан Багдасарян Нижегородская область Александр Матайс Красноярский край |
| до 68 кг          | Владимир Балыков Свердловская область   | Рамед Гукев Карачаево-Черкесия         | Евгений Сухомлинов Приморский край Никита Клецков Москва                   |
| до 74 кг          | Илья Лебедев Свердловская область       | Станислав Скрябин Свердловская область | Максим Иванов Чувашия Александр Сарайкин Рязанская область                 |
| до 82 кг          | Сергей Кирюхин Санкт-Петербург          | Али Куржев Рязанская область           | Илья Кокович Москва Иван Никулин Свердловская область                      |
| до 90 кг          | Сергей Рябов Москва                     | Михаил Полянсков Рязанская область     | Виктор Осипенко Брянская область Аслан Курбанов Дагестан                   |
| до 100 кг         | Альсим Черноскулов Свердловская область | Вячеслав Михайлин Москва               | Дмитрий Елисеев Санкт-Петербург Илья Лукашук Курганская область            |
| свыше 100 кг      | Артём Осипенко Брянская область         | Аслан Камбиев Москва                   | Евгений Исаев Пермский край Гаджи Юсуфов Пермский край                     |

### Женщины
| Весовая категория | Золото                             | Серебро                                  | Бронза                                                                         |
| ----------------- | ---------------------------------- | ---------------------------------------- | ------------------------------------------------------------------------------ |
| до 48 кг          | Мария Молчанова Пермский край      | Елена Бондарева Нижегородская область    | Анна Гореликова Краснодарский край Ольга Титова Свердловская область           |
| до 52 кг          | Юлия Вицина Приморский край        | Анастасия Поликарпова Москва             | Антонина Кириевская Брянская область Этери Сехниашвили Краснодарский край      |
| до 56 кг          | Татьяна Казенюк Краснодарский край | Анастасия Валова Москва                  | Юлия Котова Брянская область Елена Брылякова Краснодарский край                |
| до 60 кг          | Ольга Митина Приморский край       | Арина Пчелинцева Москва                  | Гульфия Мухтарова Астраханская область Анастасия Шинкаренко Московская область |
| до 64 кг          | Екатерина Оноприенко Пермский край | Анна Щербакова Бурятия                   | Надежда Зайцева Санкт-Петербург Ирина Громова Алтайский край                   |
| до 68 кг          | Марина Мохнаткина Пермский край    | Анастасия Хомячкова Владимирская область | Вера Коваль Смоленская область Ольга Крюкова Самарская область                 |
| до 72 кг          | Татьяна Зенченко Приморский край   | Ирина Алексеева Челябинская область      | Виктория Казурина Смоленская область Анастасия Филиппович Смоленская область   |
| до 80 кг          | Наталья Казанцева Омская область   | Дайна Амбарцумова Тверская область       | Анна Жижина Брянская область Александра Гималетдинова Татарстан                |
| свыше 80 кг       | Анжела Гаспарян Москва             | Анна Балашова Пермский край              | Инга Синерова Мурманская область Кристина Усова Краснодарский край             |